# Polyplectropus elongatus
Polyplectropus elongatus är en nattsländeart som först beskrevs av Yamamoto 1966.  Polyplectropus elongatus ingår i släktet Polyplectropus och familjen fångstnätnattsländor. Inga underarter finns listade i Catalogue of Life.